# アレッシャンドリ・フランカ・ノゲイラ
アレッシャンドリ・フランカ・ノゲイラ（Alexandre Franca Nogueira、1978年1月15日 - ）は、ブラジルの男性総合格闘家。リオデジャネイロ州リオデジャネイロ出身。Clube da Luta所属。元修斗世界フェザー級王者。
修斗参戦当初はアレクサンドレ・フランサ・ノゲーラと表記されていたが、2001年からブラジル現地での呼称に合わせ現在の表記に変更されている。
愛称は「ペケーニョ」。ポルトガル語で「小さい」という意味である。また、ギロチンチョークを得意としていたことから「ギロチン帝王」とも呼ばれた。

## 来歴

### 修斗
1998年4月26日、初参戦となった修斗で当時無敗を誇っていた修斗ライト級（-65 kg）王者朝日昇と対戦し、ギロチンチョークで一本勝ち。
1999年3月28日、大石真丈と対戦し、腕ひしぎ十字固めで一本勝ち。
1999年9月5日、修斗ライト級（-65 kg）チャンピオンシップで朝日昇と再戦し、ギロチンチョークで一本勝ちを収め王座獲得に成功した。
1999年12月11日、巽宇宙と対戦し引き分け。2000年8月27日に行われた修斗ライト級チャンピオンシップで再戦し、ギロチンチョークで一本勝ち。初防衛を果たした。
2000年12月17日、ステファン・パーリングにギロチンチョークで一本勝ち。
2001年5月1日、勝田哲夫に判定負け。9月2日に行われた修斗ライト級チャンピオンシップで再戦し、ギロチンチョークで一本勝ち。2度目の防衛に成功し、修斗2001年度の年間ベストバウトに選出された。
2001年12月16日、修斗ライト級チャンピオンシップで戸井田カツヤと対戦し、3-0の判定勝ちで3度目の防衛に成功。
2002年7月19日、阿部裕幸にKO負け。12月14日に行われた修斗ライト級チャンピオンシップで再戦し、スリーパーホールドで一本勝ち。4度目の防衛に成功した。
2003年8月10日、修斗世界ライト級チャンピオンシップでステファン・パーリングと再戦し、引き分けで5度目の防衛に成功した。
2003年12月14日、佐藤ルミナからフロントネックロックで一本勝ち。
2004年12月14日、門脇英基からギロチンチョークで一本勝ち。
2005年3月11日、修斗世界ライト級チャンピオンシップでジョン・ホーキに判定勝ちし、6度目の防衛に成功。

### HERO'S
2005年7月6日、HERO'Sミドル級（-70 kg）世界最強王者決定トーナメント1回戦で所英男と対戦し、右バックブローでTKO負け。
2006年5月3日のHERO'Sミドル級（-70 kg）世界最強王者決定トーナメント1回戦に出場予定であったが、修斗の王座防衛戦リミットが迫っていたためHERO'S出場を辞退。5月12日に王座防衛戦でアントニオ・カルバーリョと対戦予定であったが、膝の負傷により欠場となり、王座を返上した。
2006年8月5日、HERO'Sで朴光哲と対戦し、0-3の判定負けを喫した。
2007年7月16日、HERO'S 2007 ミドル級世界王者決定トーナメント開幕戦で勝村周一朗と対戦。右フックでTKO勝ち。
2008年6月1日、WEC初参戦となったWEC 34でジョゼ・アルドと対戦し、パウンドでTKO負け。試合後の薬物検査でアナボリックステロイドの陽性反応が検出されたため、カリフォルニア州アスレチック・コミッションから1年間の出場停止処分を受けた。
2009年10月30日、10年ぶりの開催となったVALE TUDO JAPAN 09でリオン武と対戦し、パウンドでKO負け。

## 人物・エピソード
- 実弟のレオナルド・フランカ・ノゲイラも総合格闘家[3]。

## 戦績
| 総合格闘技 戦績 | 総合格闘技 戦績 | 総合格闘技 戦績 | 総合格闘技 戦績 | 総合格闘技 戦績 | 総合格闘技 戦績 | 総合格闘技 戦績 |
| --------------- | --------------- | --------------- | --------------- | --------------- | --------------- | --------------- |
| 26 試合         | (T)KO           | 一本            | 判定            | その他          | 引き分け        | 無効試合        |
| 18 勝           | 2               | 12              | 4               | 0               | 3               | 0               |
| 6 敗            | 4               | 0               | 2               | 0               | 3               | 0               |

| 勝敗 | 対戦相手                     | 試合結果                            | 大会名                                                                                | 開催年月日     |
| ○    | デニソン・シルバ             | 2R 0:23 ヒールフック                | THF: The Hill Fighters                                                                | 2014年5月1日   |
| ○    | アントニオ・バラジャス       | 1R 2:06 ギロチンチョーク            | RDC MMA: Reto de Campeones 2                                                          | 2014年2月21日  |
| ○    | マーク・ゴメス               | 5分5R終了 判定3-0                   | RDC MMA: Reto de Campeones MMA                                                        | 2014年2月14日  |
| ○    | ディージュアン・オーウェンズ | 4R 0:00 KO（ヘッドキック）          | Inka FC 23: Pequeno vs. Owens 【Inka FCフェザー級タイトルマッチ】                     | 2013年8月24日  |
| △    | ディージュアン・オーウェンズ | 5分3R終了 判定0-0                   | Inka FC 21: Private 【Inka FCフェザー級タイトルマッチ】                               | 2013年5月19日  |
| ○    | パヤソ・ロコ                 | 1R 2:15 （負傷）                    | DDT: Duelo de Titas                                                                   | 2012年3月24日  |
| ×    | リオン武                     | 4R 2:58 KO（左ストレート→パウンド） | VALE TUDO JAPAN 09                                                                    | 2009年10月30日 |
| ×    | ジョゼ・アルド               | 2R 3:22 TKO（パウンド）             | WEC 34: Faber vs. Pulver                                                              | 2008年6月1日   |
| ○    | 勝村周一朗                   | 2R 1:55 KO（右フック）              | HERO'S 2007 ミドル級世界王者決定トーナメント開幕戦                                    | 2007年7月16日  |
| ×    | 朴光哲                       | 5分2R終了 判定0-3                   | HERO'S 2006 ミドル&ライトヘビー級世界最強王者決定トーナメント準々決勝                 | 2006年8月5日   |
| ×    | 所英男                       | 延長R 0:08 TKO（右バックブロー）    | HERO'S 2005 ミドル級世界最強王者決定トーナメント開幕戦 【ミドル級トーナメント 1回戦】 | 2005年7月6日   |
| ○    | ジョン・ホーキ               | 5分3R終了 判定3-0                   | 修斗 【修斗世界ライト級チャンピオンシップ】                                           | 2005年3月11日  |
| ○    | 門脇英基                     | 1R 3:34 フロントスリーパーホールド  | 修斗 15th Anniversary                                                                 | 2004年12月14日 |
| ○    | 佐藤ルミナ                   | 1R 0:41 フロントネックロック        | 修斗                                                                                  | 2003年12月14日 |
| △    | ステファン・パーリング       | 5分3R終了 判定1-1                   | 修斗 世界三大チャンピオンシップ 【修斗世界ライト級チャンピオンシップ】                | 2003年8月10日  |
| ○    | 阿部裕幸                     | 1R 3:53 スリーパーホールド          | 修斗 【修斗ライト級チャンピオンシップ】                                               | 2002年12月14日 |
| ×    | 阿部裕幸                     | 1R 4:37 KO（左フック）              | 修斗 TREASURE HUNT 08                                                                 | 2002年7月19日  |
| ○    | 戸井田カツヤ                 | 5分3R終了 判定3-0                   | 修斗 SHOOTO TO THE TOP -THE FINAL ACT- 【修斗ライト級チャンピオンシップ】             | 2001年12月16日 |
| ○    | 勝田哲夫                     | 2R 2:45 フロントスリーパーホールド  | 修斗 SHOOTO TO THE TOP 【修斗ライト級チャンピオンシップ】                             | 2001年9月2日   |
| ×    | 勝田哲夫                     | 5分3R終了 判定0-2                   | 修斗 SHOOTO TO THE TOP                                                                | 2001年5月1日   |
| ○    | ステファン・パーリング       | 2R 1:19 フロントスリーパーホールド  | 修斗 R.E.A.D. 〜2000 SHOOTO〜                                                         | 2000年12月17日 |
| ○    | 巽宇宙                       | 1R 1:57 フロントスリーパーホールド  | 修斗 R.E.A.D. 〜2000 SHOOTO〜 【修斗ライト級チャンピオンシップ】                      | 2000年8月27日  |
| ○    | 大河内衛                     | 5分3R終了 判定3-0                   | 修斗 R.E.A.D. 〜2000 SHOOTO〜                                                         | 2000年4月2日   |
| △    | 巽宇宙                       | 8分3R終了 時間切れ                  | VALE TUDO JAPAN '99                                                                   | 1999年12月11日 |
| ○    | 朝日昇                       | 2R 3:29 フロントスリーパーホールド  | IV 修斗 the Renaxis 1999 【修斗ライト級チャンピオンシップ】                           | 1999年9月5日   |
| ○    | 大石真丈                     | 1R 3:11 腕ひしぎ十字固め            | II 修斗 the Renaxis 1999                                                              | 1999年3月28日  |
| ○    | 朝日昇                       | 1R 1:06 フロントスリーパーホールド  | Shoot the Shooto XX                                                                   | 1998年4月26日  |

## 獲得タイトル
- 第4代修斗世界フェザー級王座（1999年）